# 足球上海滩
足球上海滩是上海广播电视台五星体育传媒有限公司的一档广播节目。足球上海滩节目于2010年3月13日开播，每周六中午12点首播，当日22点、次日17点、次日23点重播，播出频率为FM940。现任主持人为刘阳和姬宇阳。

## 节目内容
节目每期时长为60分钟，分为“流言飞语”“煮酒论英雄”“绝对幕后”三个板块。“流言飞语”板块中，两位主持人将发表关于过去一周上海足球新闻自己的解读和分析。“煮酒论英雄”和“绝对幕后”板块，将会邀请数位足球圈的嘉宾，就敏感和热门话题展开对话，以还原足球新闻事件幕后。另外，每期《足球上海滩》，将辟出专门板块留给球迷以及听众，让更多人可以听到并分享来自球迷的见解和观点。